# Ralf Jäger

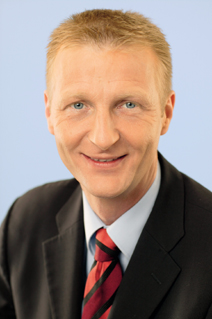
Ralf Jäger, 2009

Ralf Jäger (* 25. März 1961 in Duisburg) ist ein deutscher Politiker (SPD). Er war von 2000 bis 2022 Abgeordneter des Landtags und von Juli 2010 bis Juni 2017 Minister für Inneres und Kommunales von Nordrhein-Westfalen.

## Leben

### Ausbildung
Jäger legte im Jahr 1981 das Abitur ab und absolvierte von 1983 bis 1985 eine Ausbildung zum Kaufmann im Groß- und Außenhandel. Er war von 1985 bis 2000 als Fachreferent im Gesundheitswesen tätig. Währenddessen studierte er von 1995 bis 2000 an der Universität Duisburg Pädagogik, schloss das Studium aber nicht ab.

### Privates
Jäger ist verheiratet und hat drei Kinder.

### Politischer Werdegang
Jäger ist seit dem Jahr 1983 Mitglied der SPD. Von 1996 bis 2005 war er Vorsitzender des Ortsvereins Duisburg-Meiderich und danach Vorsitzender der SPD-Unterbezirks Duisburg. Seit Januar 2000 ist er Mitglied des geschäftsführenden Unterbezirksvorstandes. Von 1989 bis 2000 war er Mitglied des Rates der Stadt Duisburg, wo er stellvertretender Vorsitzender der SPD-Ratsfraktion war.
Vom 2. Juni 2000 bis zum 1. Juni 2022 war er Abgeordneter des Landtags von Nordrhein-Westfalen, wo er als ordentliches Mitglied dem Ausschuss für Kommunalpolitik und Verwaltungsstrukturreform, dem Kontrollgremium gemäß § 23 des Verfassungsschutzgesetzes von Nordrhein-Westfalen und dem Parlamentarischen Untersuchungsausschuss I „JVA Siegburg“ angehörte. Ab April 2004 war er kommunalpolitischer Sprecher der SPD-Landtagsfraktion und ab November 2004 stellvertretender Vorsitzender der Landtagsfraktion der SPD. Bei den Landtagswahlen 2005, 2010, 2012 und 2017 gelang ihm jeweils im Wahlkreis Duisburg III der Wiedereinzug in den Landtag. Sein Wahlkreis war 2010 und 2012 das Schlusslicht der Wahlbeteiligung in NRW. Bei der Landtagswahl 2022 trat er nicht erneut an.
Am 15. Juli 2010 wurde er zum Minister für Inneres und Kommunales in der neuen Regierung Kraft I ernannt. In gleicher Funktion gehörte er dem Kabinett Kraft II an. Er war im Jahr 2014 turnusmäßig Vorsitzender der Innenministerkonferenz.
Am 8. November 2019 gab Jäger bekannt, den Vorsitz des SPD-Unterbezirks Duisburg aus persönlichen Gründen niederzulegen.

## Politische Positionen und Kontroversen

### Loveparade-Unglück 2010
Zehn Tage nach Amtsantritt war Jäger mit dem Unglück bei der Loveparade 2010 konfrontiert, bei dem die Polizei kein glückliches Bild hinterlassen hatte. Jäger stellte sich als verantwortlicher Minister vorbehaltlos hinter die Polizei, die nach dem Unglück jede Verantwortung von sich wies. Sein Ministerium übertrug „aus Gründen der Neutralität“ die Ermittlungen an das Polizeipräsidium Köln. Einige Wochen später kam ein Rechtsgutachten im Auftrag der FDP-Landtagsfraktion zu dem Schluss, dass die Aufgabe der Gefahrenabwehr in jedem Falle auch der anwesenden Polizei oblag. Der innenpolitische Sprecher der FDP im Düsseldorfer Landtag, Hauptkommissar Horst Engel, kritisierte Jägers Haltung als „Wagenburg-Mentalität“.

### Blitzmarathon
Als Teil der langfristigen Kampagne des Landes Nordrhein-Westfalen „Brems Dich – rette Leben!“ gegen Geschwindigkeitsunfälle wurde am 10. Februar 2012 der erste Blitzmarathon veranstaltet. Das Ergebnis veranlasste Innenminister Jäger dazu weitere Aktionen durchzuführen. Medial setzte sich der Minister wie bereits der Parteigenosse und Regierungspräsident Franz-Josef Antwerpes gerne bei Verkehrskontrollen in Szene. Der Verkehrswissenschaftler Michael Schreckenberg und der Leiter der Unfallforschung der Versicherer, Siegfried Brockmann kritisieren den Blitzmarathon. Lediglich der Vorsitzende der Gewerkschaft der Polizei (GdP) in NRW, Arnold Plickert, befürwortet die 24-Stunden-Blitz-Aktion.

### Namenszusätze für Städte und Gemeinden
Nach Änderung der Gemeindeordnung und Kreisordnung in Oktober 2011 genehmigte Kommunalminister Jäger die Verwendung identitätsstiftender Zusatzbezeichnungen ausgewählter Orte.
- Hansestadt Attendorn
- Burggemeinde Brüggen
- Widukindstadt Enger
- Stadt der FernUniversität Hagen
- Sennegemeinde Hövelhof
- Schloss-Stadt Hückeswagen
- Kolpingstadt Kerpen
- NRW-Klimakommune Saerbeck
- Klingenstadt Solingen
- Hansestadt Warburg
- Hansestadt Wipperfürth

### Vorratsdatenspeicherung
Im Februar 2011 erklärte Jäger, der Wegfall der Mindestspeicherfrist für Telekommunikationsdaten habe zu einer gravierenden Schutzlücke im Rechtssystem geführt. Er forderte die Wiederaufnahme der aufgrund eines Beschlusses des Bundesverfassungsgerichtes ausgesetzten Vorratsdatenspeicherung. Das Quick-Freeze-Verfahren lehnte er ab mit der Begründung „Wo nichts ist, kann auch nichts gespeichert werden“.
Jäger verwendete hierbei statt des bisher üblichen Begriffs „Vorratsdatenspeicherung“ den Terminus „Mindestdatenspeicherung“. Jäger warf der damaligen Justizministerin Leutheusser-Schnarrenberger (FDP, Kabinett Merkel II) wegen ihres Neins zur Vorratsdatenspeicherung eine Blockadehaltung vor. Er äußerte, sie agiere „aus parteipolitischem Kalkül, anstatt sich für die Interessen der Opfer von Kinderpornografie und sexuellem Missbrauch einzusetzen.“
Nach dem Anschlag auf Charlie Hebdo im Januar 2015 warb Jäger erneut für die Vorratsdatenspeicherung, die er als grundsätzlich hilfreich einschätzt, erwähnte aber gleichzeitig, dass Frankreich eine Vorratsdatenspeicherung habe und der Anschlag trotzdem nicht verhindert werden konnte.

### Flüchtlingspolitik
Im Juni 2014 warb Jäger dafür, mehr Flüchtlinge aus Kriegsgebieten wie Syrien aufzunehmen. Als Reaktion auf diese Forderung äußerte der hessische Innenminister Peter Beuth (CDU), die Kommunen in Deutschland könnten diese zusätzliche finanzielle Belastung keinesfalls mehr tragen; Beuth schlug vor, dass der Bund die Kosten übernimmt.

### Kommunalwahl Köln 2014
Jäger hat in den Jahren 2014/15 als Innenminister versucht, per Erlass eine Neuauszählung der Kommunalwahl in Köln, sogar entgegen einem entsprechenden Ratsbeschluss der Stadt, zu verhindern oder zumindest zu verzögern. In einem Briefwahlbezirk waren offenbar die Stimmenzahlen von SPD und CDU vertauscht worden. Durch die schließlich nach einem Jahr vom Verwaltungsgericht angeordnete Neuauszählung verlor der damalige Oberbürgermeisterkandidat Jochen Ott der SPD seinen Ratssitz. Jäger berief sich anschließend darauf, nur über die von den Grünen angeregte, unverhältnismäßige Neuauszählung der gesamten Wahl entschieden zu haben.

### Umgang mit der Polizei
Im Jahr 2014 wurde Jäger aufgrund der überforderten nordrhein-westfälischen Polizei während der gewalttätigen Demonstrationen der sogenannten Hooligans gegen Salafisten (HoGeSa) sowie aufgrund der organisierten Kriminalität in Duisburg-Marxloh kritisiert.
Nach den sexuellen Übergriffen in der Silvesternacht 2015/16 versetzte Jäger den Polizeipräsidenten der Stadt Köln, Wolfgang Albers in den einstweiligen Ruhestand, um laut eigener Aussage „das Vertrauen der Öffentlichkeit und die Handlungsfähigkeit der Kölner Polizei zurückzugewinnen“. In einer Sondersitzung des Innenausschusses im Düsseldorfer Landtag am 11. Januar 2016 wies Jäger die Schuld von sich und beschuldigte die Kölner Polizei, bei der Leitung des Einsatzes und bei der anschließenden Information der Bevölkerung versagt zu haben.

### Sicherheitspolitik
Jäger geriet auch selbst wegen der Übergriffe in der Silvesternacht 2015/16 in Köln und anderen Städten des Landes in die Kritik. Ihm wurde vorgeworfen, zu spät reagiert zu haben und die Sicherheit des Landes nicht im Griff zu haben. So soll er laut Armin Laschet (CDU) die Straftaten schöngeredet und banalisiert haben. Christian Lindner (FDP) kritisierte die mangelhafte Informationspolitik des Innenministeriums nach Bekanntwerden der Übergriffe scharf. Politiker, unter anderem der Piratenpartei, forderten Jägers Entlassung.

### Besoldung Rainer Wendts
Am 3. März 2017 veröffentlichte Report München Recherchen, dass Rainer Wendt, Bundesvorsitzender der Deutschen Polizeigewerkschaft (DPolG) im Deutschen Beamtenbund (DBB), eine Besoldung als Hauptkommissar erhält, ohne diese Tätigkeit tatsächlich auszuüben. Frank Tempel, der stellvertretende Vorsitzende der Linksfraktion im Bundestag, forderte, den Straftatbestand der Untreue bei Jäger zu prüfen. Die Linke NRW zeigte Jäger daraufhin wegen dieses Straftatbestandes an. Nach Ministeriumsangaben erhalten auch Sebastian Fiedler, Landesvorsitzender sowie stellvertretender Bundesvorsitzender vom Bund Deutscher Kriminalbeamter, und Erich Rettinghaus, Landeschef der Deutschen Polizeigewerkschaft, ähnliche Bezüge vom Land NRW.
Am 16. März war Wendts Besoldung Thema im Landtag. Innenminister Ralf Jäger erläuterte, dass es in Wendts Personalakte keine Belege für eine dauerhafte und vollständige Befreiung vom Dienst gebe. Auch sei nicht ersichtlich, ab wann und auf welcher Grundlage Wendt nicht mehr seinem Polizeidienst nachgegangen sei. Jäger erklärte vor dem Landtag auch: „Einen Fall Wendt darf es in Nordrhein-Westfalen nicht mehr geben“. Er selbst habe erst am 24. Februar 2017 von Wendts Besoldung ohne Dienst erfahren. Es kam im Landtag auch zur Sprache, dass Wendt im Jahr 2013 im Landesamt für Polizeiliche Dienste (LZPD) für sein 40-jähriges Dienstjubiläum bei der NRW-Polizei ausgezeichnet wurde und dabei eine von Jäger unterzeichnete Urkunde erhielt.